# Tjitse Leemhuis
Tjitse Leemhuis (Groningen, 7 januari 1984) is een Nederlands diskjockey en audiovormgever. Hij verwierf bekendheid door zijn rol als sidekick in het programma Ekstra Weekend op NPO 3FM. 

## Loopbaan
Leemhuis begon radio te maken bij OOG Radio, de lokale zender van Groningen. In 2003 werd hij presentator bij de regionale zender Rebecca Radio (nu City FM). Toen de zender halverwege 2004 werd verkocht, kwam voor Leemhuis de mogelijkheid om stage te lopen als producer bij de KRO op 3FM. Na deze stage behaalde hij het diploma Music Management.
Vervolgens begon Leemhuis bij Radio 538 als producer van onder meer het nachtprogramma MiddenInDeNachtRick. Na twee jaar voor deze zender te hebben gewerkt, keerde hij terug naar 3FM, waar hij werkzaam werd als producer voor de NPS, voornamelijk van het programma MetMichiel op 3FM met Michiel Veenstra. Daarnaast produceerde hij ook enige tijd het programma Nachtzuster voor Omroep MAX met Astrid de Jong in de nacht van donderdag op vrijdag op Radio 1. Eind 2016 stopte Leemhuis als producer bij 3FM om aan de slag te gaan als audioproducer voor VHU Europe. Omdat dit bedrijf de vormgeving voor NPO 3FM produceert blijft hij verbonden aan deze zender.
Het meest bekend werd hij echter van zijn werk als producer van het programma Ekstra Weekend, waar hij door de beide diskjockeys vrijwel altijd Tjibbe Tjibsma werd genoemd. Zijn eerste uitzending was op 4 januari 2008, hij verving daarmee toenmalig producer Domien Verschuuren. Het programma stopte op 13 december 2013. Onder zijn pseudoniem nam Leemhuis op 19 maart 2010 tijdens Ekstra Weekend een videoclip op van het nummer Que si, que no, een hit van Jody Bernal.
Naast zijn radiocarrière is Leemhuis ook actief als Live-DJ, zowel zelfstandig als samen met Domien Verschuuren onder de naam Hilversum House Maffia. Ook is Leemhuis in de regel aanwezig bij de gecombineerde internetradio-uitzendindingen van Domien.FM en Swijnenstal van respectievelijk Domien Verschuuren en Coen Swijnenberg.
Leenhuis werkt momenteel als PURE Jingles. Ook draait hij op evenementen. En hij brengt dansmuziek uit onder de naam Tim Samuels.